# Абхазія

Розташування Абхазії

Абха́зія (абх. Аҧсны, МФА: [apʰsˈnɨ]; груз. აფხაზეთი, МФА: [apʰχazetʰi]) — історико-географічний регіон на Південному Кавказі, північно-східному узбережжі Чорного моря.
Включає 7 історичних областей: Малу Абхазію, Бзипин, Гуму, Абжуа, Самурзакано, Апсілію, Псху-Аїбга.
Наразі перебуває під контролем частково визнаної Республіки Абхазія, що де-факто контролюється Росією. Більшість країн світу визнає Абхазію автономною республікою в складі Грузії.

## Географія
Більша частина Абхазії лежить на південних відрогах і передгір'ях Головного Кавказького хребта (Гагринський, Бзибський, Кодорський, Абхазький хребти), менша — на низовинному узбережжі Чорного моря. Надра багаті на кам'яне вугілля (Ткварчельське і Бзибське родовища), будівельні матеріали, мінеральні джерела (аудхарські, сухумські та ін.).
Клімат на узбережній смузі Абхазії і на схилах гір до 500—600 м субтропічний з м'якою зимою й помірно жарким літом; у горах до висоти 2000 м — помірно холодний, вище 2000 м — холодний. У приморській смузі пересічна температура січня від +4 до +7°, липня +23, +24°. Опадів 1200—1400 мм на рік.
Річки Бзипи, Кодорі, Гуміста, Галідзга та інші мають гірський характер; озера — Рица, Амткелі, Бебесир. Ґрунти узбережжя і передгір'я — жовтоземи й червоноземи різного ступеня опідзолення та болотні ґрунти. Вище — бурі гірськолісові, перегнійно-карбонатні та гірськолучні ґрунти.

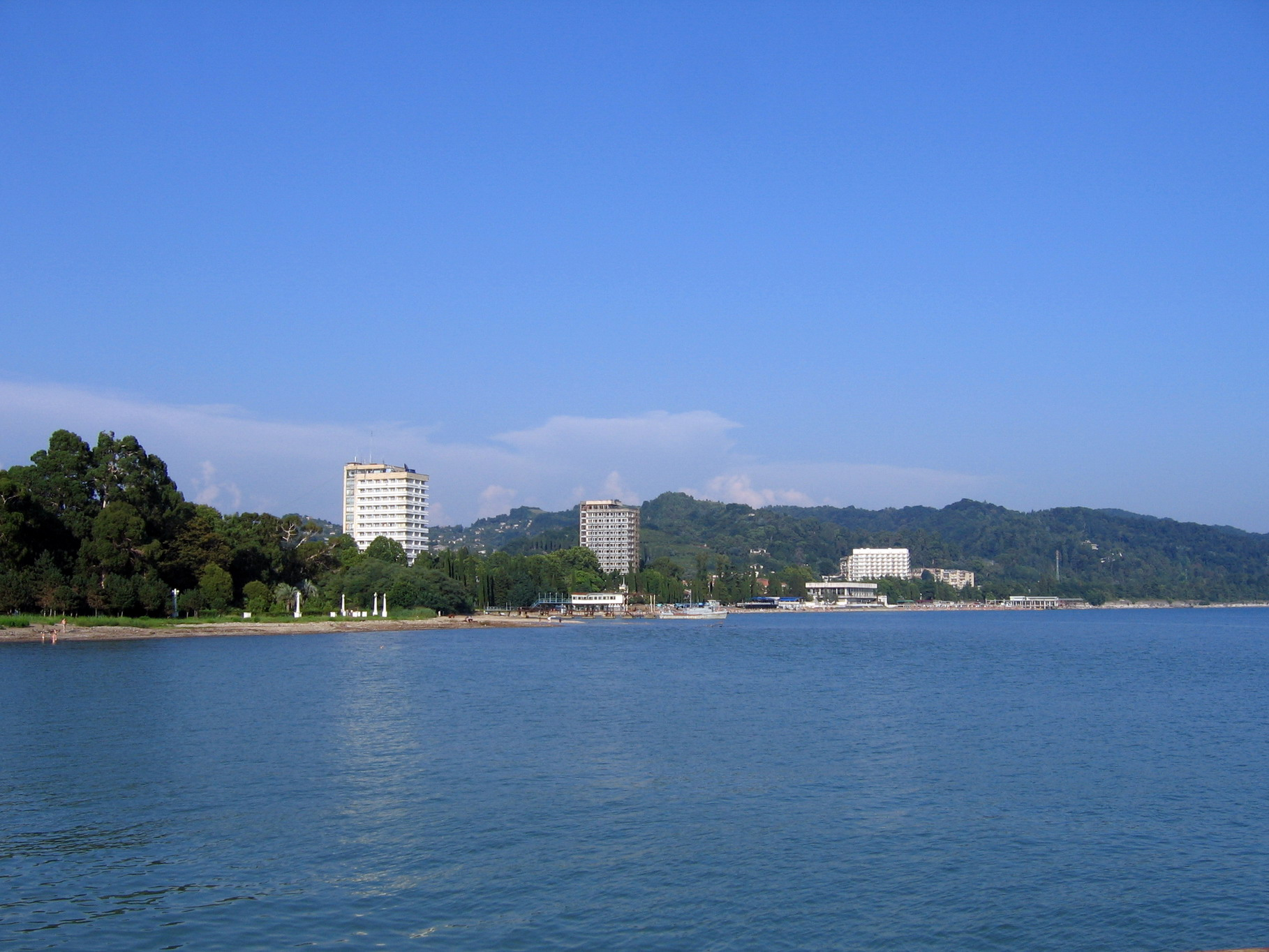
Чорне море в столиці Абхазії, Сухумі
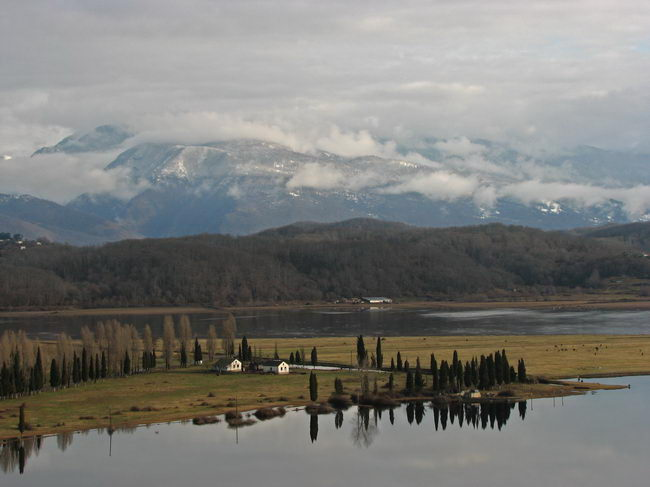
Вид з мису Піцунда
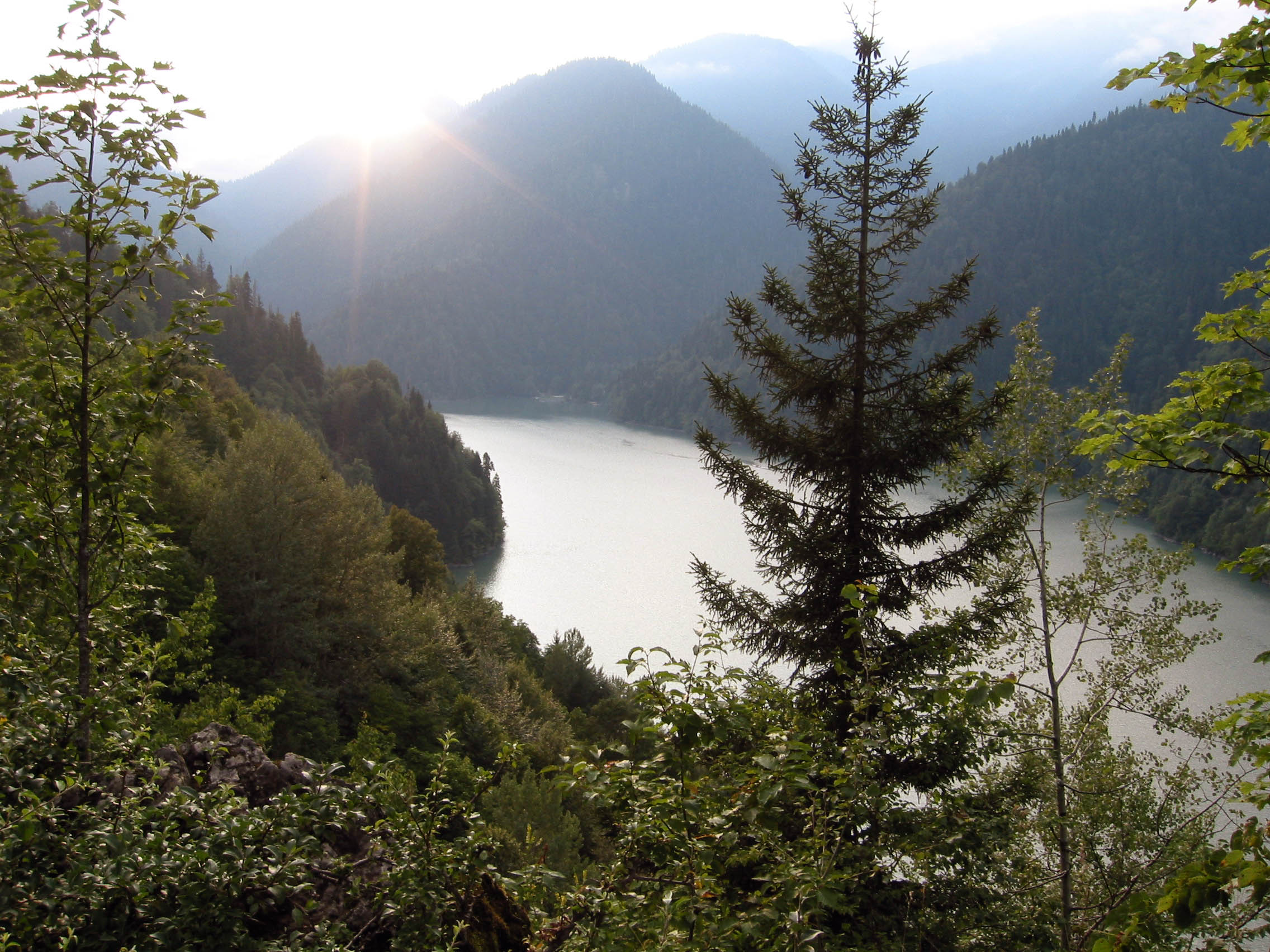
Озеро Рица

Рослинність багата: понад 1500 видів рослин. Більша частина Абхазії вкрита лісами. Ліси багаті на цінні породи: самшит, смереку, дуб, колхідський бук, каштан, тис тощо. Велику господарську цінність мають субальпійські та альпійські луки. Значні ділянки займають культурні насадження евкаліптів та пальм. У лісах Абхазії зустрічаються ведмідь, дика свиня, олень, сарна, дика кішка, рись, лісова куниця та інші.

## Історія

### Давні часи
На території Абхазії знайдено стоянки епохи палеоліту, неоліту та інших епох. Пам'ятки другої половини 3 тисячоліття до н. е. свідчать про розвиток землеробства, скотарства та ремесел, про те, що місцеве населення знало обробку міді та бронзи. Перші свідчення про племена, що були, очевидно, предками абхазів, відносять до кінця епохи бронзи.
У середині першого тисячоліття до н. е. Абхазія входила до складу Колхидського царства.

### Античність
З VI—V століть до н. е. на узбережжі Абхазії з'являється ряд грецьких колоній — Пітіунт (сучасна Піцунда), Діоскурія (сучасне Сухумі) та ін.
У наприкінці II сторіччя до н. е. Абхазія, як і вся Колхида, підпорядковувалася владі понтійського царя Мітрідата VI Евпатора.
65 року н. е. в Абхазії утверджується влада римлян. Наприкінці І сторіччя н. е. на території Абхазії склалися місцеві племенні князівства апсилів, абазгів та санігів, правителів яких номінально затверджував римський імператор.
У IV столітті в Західній Грузії утворилось Лазьке царство, до складу якого ввійшла й Абхазія як князівство.

### Середньовіччя

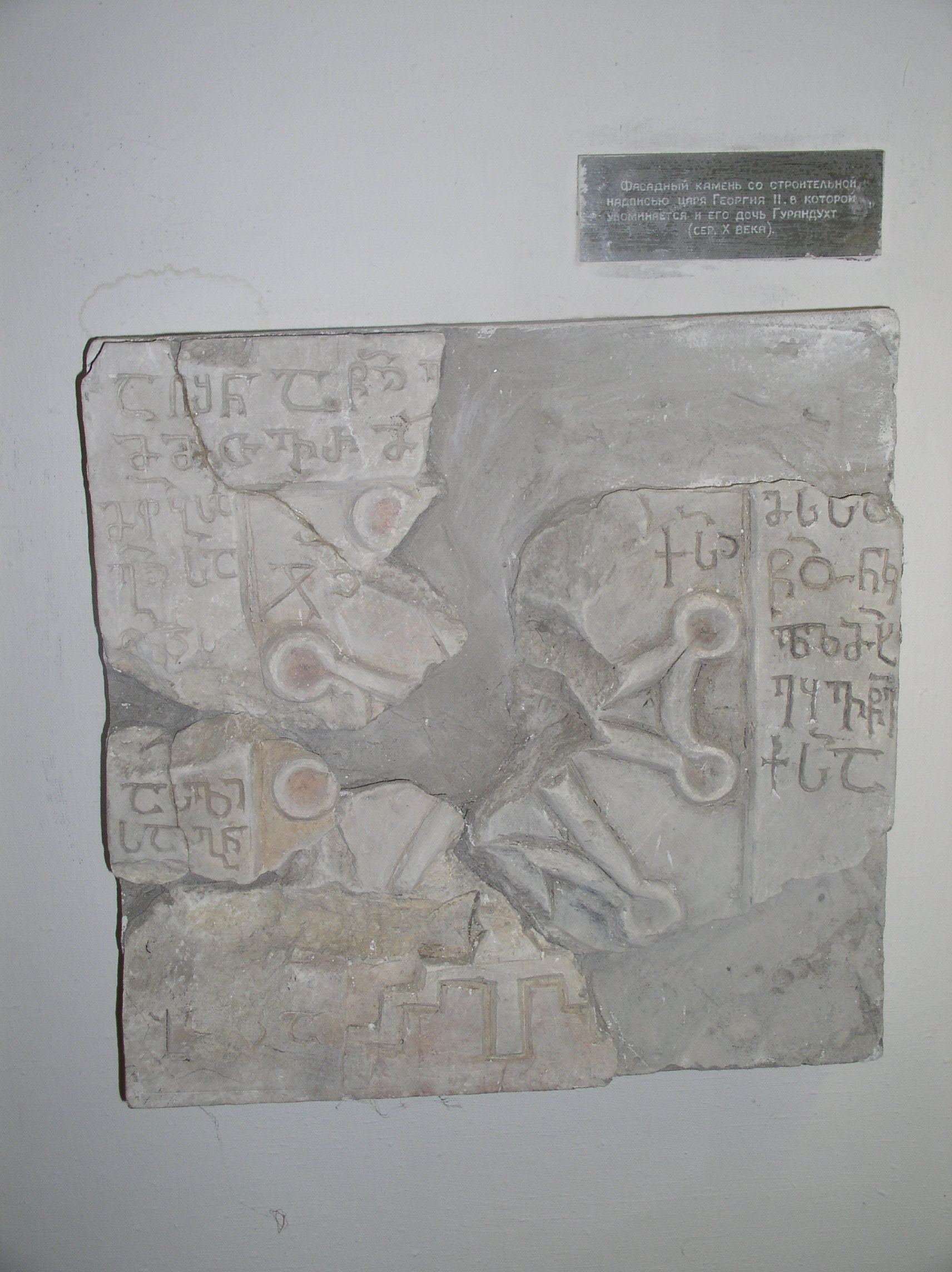
Фасад із написом, що згадує царя Абхазії Георгія II та його дочки Гурадухт

У VI столітті Абхазія підпала під вплив Візантії. 523 року офіційно прийнято християнство. У 780-тих роках правитель Абхазії Леон ІІ добився звільнення краю від влади Візантії, об'єднав під своєю владою всю Західну Грузію зі столицею в місті Кутаїсі — Абхазьке царство.
975 року владу в Абхазії успадкував цар Баграт ІІІ і вона увійшла до складу об'єднаної Грузії. Але від'єдналася від неї в XIII сторіччі.
У XV—XVI сторіччях Абхазія разом з Менгрелією та Гурією входила до складу князівства Сабедіано, а на межі XVI—XVII сторіч виділилася в окреме князівство.
У XVI столітті Абхазію захопили турки-османи, що призвело до її економічного й культурного занепаду. Під османським впливом більшість населення Абхазії перейшла в XVII столітті в іслам. Проти османського панування не раз піднімалися повстання (у 1725, 1728, 1733, 1771, 1806 роках). Для того, аби позбутися турків, Абхазія зближувалася з Російською імперією, що врешті-решт було оформлено в 1810 році актом офіційного приєднання в якості автономного князівства.

### Нова історія
У 1810 році Абхазію приєднали до Російської імперії як автономне князівство. Скасування цього статусу призвело до повстання 1866 року. Після його придушення 19 тис. абхазів переселилися до Османської імперії — махаджири. Залишені абхазами землі були заселені греками та вірменами з Османської імперії, а також переселенцями з європейської частини Російської імперії та сусідніх районів Грузії (здебільшого мегрелами), через що сформувалося поліетнічне населення сучасної Абхазії. Абхазька писемність, школи, художня література з'явилися під час перебування краю у складі Російської імперії.

### Новітня історія
Перша соціал-демократична організація в Абхазії виникла 1902 року. Під час революції 1905—1907 років в Абхазії розгорнувся революційний рух, одним з керівників якого був Григорій Орджонікідзе.
Після розпаду Російської імперії Абхазія здебільшого входила до складу Грузії (у статусі автономної республіки). Відразу після Лютневої революції 1917 року влада в Сухумському окрузі виявилася в руках грузинських соціал-демократів (меншовиків). Сухумський окружний комітет більшовиків був сформований лише у травні 1917 року. З листопада 1917 року Сухумський округ знаходився під управлінням Закавказького комісаріату.
У березні 1918 року більшовики організували збройне повстання проти влади Закавказького комісаріату 8 квітня з заняттям Сухумі, в Абхазії була проголошена радянська влада, що протрималася недовго, вже 17 травня в Сухумі увійшли війська Закавказького сейму. З 26 травня 1918 року Сухумський округ входив до складу Грузинської Демократичної Республіки. РРФСР визнала його частиною Грузії за радянсько-грузинським Московським мирним договором від 7 травня 1920 року.
У лютому 1921 року організувався ревком Абхазії (Б. Ешба, Н. Лакоба, Н. Акіртава), який керував боротьбою за встановлення радянської влади. У результаті інтервенції Червоної Армії 4 березня 1921 року в Абхазії встановлено радянську владу. 28 березня 1921 року на території округу була проголошена Радянська Соціалістична Республіка Абхазія. Через рік після підписання сепаратного мирного угоди між РРФСР і тодішньою Грузинською Демократичною Республікою, 16 грудня 1921 року, між РСР Абхазія і Грузинською РСР як двома рівноправними суб'єктами був укладений союзний договір. У 1922 році на рівних правах з іншими союзними республіками представники РСР Абхазія брали участь в утворенні Союзу РСР. 13 грудня 1922 року створена перша Конституція СРСР, 30 грудня того ж року в складі ЗРФСР РСР Абхазія увійшла до складу СРСР. Після цього ЦВК РСР Абхазія почав опрацювання докладного угоди з РСР Грузія на основі союзного договору. Першим головою Центрального виконавчого комітету (ЦВК) РСР Абхазія у 1922 році був Ешба Єфрем Олексійович, з 1922 по 1923 рік ЦВК РСР Абхазія очолював Картозія Самсон Олексійович.
У першій Конституції РСР Абхазія, прийнятої 1 квітня 1925 року, в ст. 5 закріплена суверенність держави Абхазія «із здійсненням державної влади на всій території самостійно і незалежно від іншої влади», разом з тим Конституція містила пункти про входження республіки в ЗСФРР. Конституції РСР Абхазія і РСР Грузія включали в себе розділи, які повністю збігалися в частині про рівноправні договірні федеративні державно-правові взаємовідносини. Таким чином, до 1931 року РСР Абхазія і РСР Грузія були рівноправними суб'єктами, пов'язаними союзним договором. У лютому 1931 року цей статус був втрачений, Абхазія стала автономною республікою (Абхазька АРСР) у складі Грузинської РСР, яка входила до складу ЗСФРР.
Під час німецько-радянської війни Абхазія не була окупована німецькими військами. 22 вихідцям з Абхазії було присвоєно звання Героя Радянського Союзу.
За роки розбудови соціалізму Абхазьку АРСР 1935 року було нагороджено орденами Леніна, 1969 року — орденом Жовтневої Революції, 1972 року — орденом Дружби народів.

#### Грузино-абхазький конфлікт

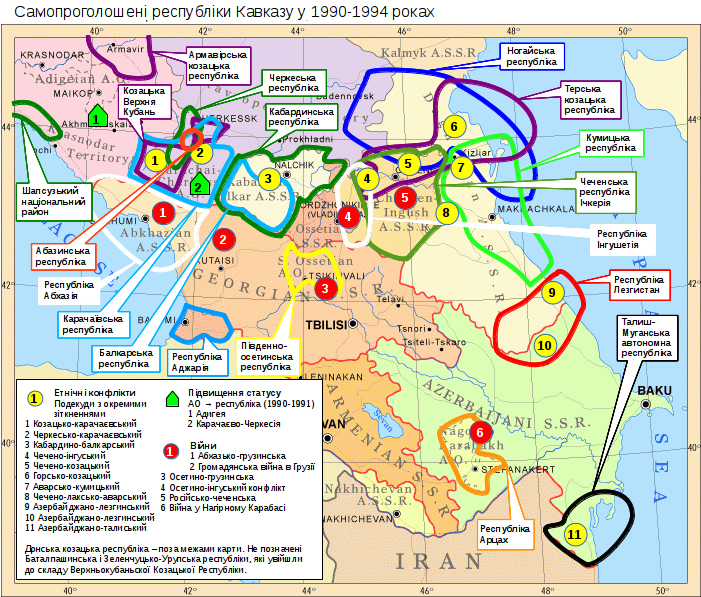
Самопроголошені республіки Кавказу на початку 1990-х

Після розвалу СРСР Абхазія, що входила до складу Грузинської РСР, заявила про свою незалежність. Грузія в серпні 1992 ввела війська до Абхазії, але зустріла там озброєний опір, в тому числі зі сторони російських і чеченських найманців. Збройний конфлікт, що призвів до втрати Грузією контролю над Абхазією, завершився 30 серпня 1993. У результаті конфлікту близько двохсот тисяч етнічних грузинів було вигнано з Абхазії. Відтоді Абхазія добивається визнання своєї незалежності, яку визнали всього 5 держав (Росія, Нікарагуа, Венесуела, Науру, Сирія). Тбілісі розглядає Абхазію як частину країни і пропонує їй широку автономію у складі Грузії. Мир у зоні грузино-абхазького конфлікту підтримують Колективні сили з підтримки миру СНД, укомплектовані російськими військовослужбовцями. Переговори з врегулювання конфлікту перервані в 2006 році.
Скориставшись військовою поразкою Грузії у війні 2008 з Росією, абхазькі війська за підтримки росіян зайняли Кодорську ущелину, яка за угодою мала контролюватися грузинською стороною. У вересні 2008 Росія визнала незалежність Абхазії.

#### Російські бази в Абхазії
Про формування баз в Абхазії і Південній Осетії російською стороною було оголошено навесні 2009 року. Угода, яка дозволяє російській базі в Гудауті функціонувати і розвиватися в найближчі 49 років, була підписана 17 лютого 2010 року міністром оборони Росії Анатолієм Сердюковим і його абхазьким колегою Мерабом Кішмарія. Договір регулює такі питання, як розвиток інфраструктури російської бази і взаємодію збройних сил двох сторін (зокрема, взаємодію військово-морських сил для забезпечення безпеки морських комунікацій).
У спеціальній заяві НАТО стверджує, що не має наміру визнавати законність яких-небудь домовленостей між Росією і регіонами Грузії — Абхазією і Південною Осетією. НАТО вважає, що російсько-абхазький договір порушує умови домовленості про припинення вогню, досягнутого за посередництва Європейського союзу в ході збройного зіткнення в Південній Осетії в 2008 році.

## Адміністративний поділ
Республіка Абхазія складається з історичних земель: Садз, Бзип, Гума, Дал-Цабал, Абжуа, Самирзакан, на яких розташовані 7 наступних районів:
1. Гагрський
2. Гудаутський
3. Сухумський
4. Гульрипський
5. Очамчирський
6. Ткуарчальський
7. Гальський

- Міста: Сухумі, Ткварчелі, Гагра, Гудаута, Очамчіре, Галі, Новий Афон;
- Селища міського типу: Цандрипш, Піцунда, Бзипь, Мюссера, Гульріпш;
- Сіл — 512[11].

## Економіка
За часів СРСР Абхазія перетворилась у район розвинутого субтропічного господарства, харчової, лісообробної та гірничодобувної промисловості. У 1957 році валова продукція промисловості зросла в порівнянні з 1928 роком у 34 рази. Головна галузь промисловості — харчова, яка працює на місцевій сільськогосподарській сировині. Найбільші промислові підприємства: тютюново-ферментаційні заводи в Гантіаді, Гудауті, Сухумі, Очамчіре, тютюнова фабрика в Сухумі, олійний завод в Очамчіре, плодоконсервний завод у Сухумі, 11 чайних фабрик (Галі, Очамчіре, Дранда, Гудаута), шкіряно-взуттєвий комбінат у Сухумі, меблеві фабрики в Сухумі та Очамчіре, Кодорський лісопильний комбінат, Калдахварський лісопильний завод. У горах — заготівля лісу, у Ткварчелі — видобування кам'яного вугілля. Електростанції: теплова в Ткварчелі й Сухумська ГЕС на річці Гумісті. На узбережжі розвинуте рибальство та рибоводство (рибоводний завод у Гудаутському районі). Виробляється олово.

### Сільське господарство
Провідна роль у сільському господарстві Абхазії належить тютюну та субтропічним культурам. У 1958 році загальна посівна площа становила 51,9 тис. га, в тому числі зайнято (в тис. га): під найкращими в СРСР сортами жовтого тютюну (самсун) 7,4, під чаєм — 9,4, під цитрусовими — 2,2, під тунгом — 2,6. Вирощують лавр, ефіроолійні культури та ін. Загальносоюзне значення мають садівництво та виноградарство. Посіви зернових мають допоміжний характер. По суті, єдиною зерновою культурою є кукурудза — 32,4 тис. га. В Абхазії (на 1 січня 1959) було (у тис. голів): великої рогатої худоби — 149; овець та кіз — 62; свиней — 59; коней — 14. Розвинуті бджільництво й шовківництво. В Абхазії 228 колгоспів, 14 радгоспів (1958).

### Транспорт
Електрифікована залізниця Туапсе — Самтредіа (з гілкою на Ткварчелі) й паралельно з нею автомобільна магістраль (з відгалуженням до оз. Рица). Через Клухорський перевал проходить Військово-Сухумська дорога. Широко використовується морський транспорт. Головний порт — Сухумі.

## Населення
Корінне населення — абхази (здебільшого християни, частково — мусульмани-суніти; до 1993 року становили 17,8 % населення республіки) та грузини (мегрели та свани).
- 1959 — 400 000
- 1989 — 516 000
- 2000 — 180 000—200 000

### Етнічний склад

Етнічний розподіл в Абхазії (2009)
Абхазька більшість
Грузинська більшість
Вірменська більшість

В Абхазії живуть абхази, грузини, росіяни, вірмени та інші. Міське населення — 147 000 осіб, пересічна густота населення — 46,5 осіб на 1 км² (1959). Населення зосереджене переважно в узбережних районах і в передгір'ях. Абхази були меншістю в Абхазії — 17,7 % до вимушеного переселення грузинів, вірмен і інших народів. Найчисельнішим етносом тоді були грузини — 45,7 %.
|   | Етнічна група | Перепис 1992 року | Перепис 1992 року | Перепис 1997 року | Перепис 1997 року |
| 1 | Абхази        | 94 767            | 17,7              | 53 993            | 37                |
| 2 | Грузини       | 244 872           | 45,7              | 43 442            | 29,7              |
| 3 | Росіяни       | 76 413            | 14,3              | 18 110            | 12,4              |
| 4 | Вірмени       | 78 041            | 14,6              | 17 747            | 12,2              |
| 5 | Інші          | 40 968            | 7,7               | 12 694            | 8,7               |
| 6 | Всього        | 535 061           | 100               | 145 986           | 100               |

Національний склад районів Абхазії за переписом 2011
| Регіон               | Абхази (%) | Вірмени (%) | Грузини (%) | Греки (%) | Росіяни (%) | Українці (%) |
| -------------------- | ---------- | ----------- | ----------- | --------- | ----------- | ------------ |
| Абхазія              | 50,8       | 17,4        | 19,3        | 0,6       | 9,2         | 0,7          |
| Сухумі               | 67,3       | 9,8         | 2,8         | 1,0       | 14,8        | 1,1          |
| Гагрський район      | 38,5       | 38,3        | 2,5         | 0,6       | 15,7        | 1,3          |
| Гальський район      | 0,7        | 0,1         | 98,2        | 0,1       | 0,6         | 0,1          |
| Гудаутський район    | 81,9       | 10,0        | 1,4         | 0,3       | 5,0         | 0,4          |
| Гульрипський район   | 33,6       | 46,8        | 4,6         | 0,7       | 11,4        | 0,9          |
| Очамчирський район   | 77,7       | 6,6         | 9,5         | 0,2       | 3,9         | 0,3          |
| Сухумський район     | 30,4       | 56,1        | 2,0         | 1,3       | 7,5         | 0,5          |
| Ткуарчальський район | 32,0       | 0,3         | 62,4        | 0,1       | 3,4         | 0,4          |
|                      |            |             |             |           |             |              |

### Освіта
У 1914 році в Абхазії було 156 шкіл, 8 700 учнів.
У 1958-59 навчальному році в 453 загальноосвітніх школах навчалось 65 300 учнів. У 1958 було 3 педагогічних училища, 2 технікуми, педагогічний інститут, медичне і музичне училища. В республіці є 8 спортивних шкіл, 6 музичних шкіл, художня школа, культурно-освітнє училище та інше. На кінець 1958 налічувалось 146 кіноустановок, 220 клубів, 278 масових бібліотек. Працюють Сухумський державний драматичний театр, філармонія, ансамбль пісні і танцю, Будинок народної творчості, краєзнавчий музей. В Абхазії є ряд науково-дослідницьких установ, в тому числі Абхазький інститут мови, літератури й історії АН Грузинської РСР, Інститут експериментальної патології і терапії Академії медичних наук СРСР та ін. Видавались 3 обласні, 6 районних і 1 міська газети. Налічувалось понад 24 800 радіоточок.

### Охорона здоров'я
На 1 січня 1959 року в Абхазії були 61 лікувальний заклад на 2565 ліжок, 10 диспансерів, 100 акушерсько-фельдшерських пунктів, 61 дитячі ясла на 2355 місць, 1071 лікар і 2889 чоловік середнього медичного персоналу в системі Міністерства охорони здоров'я. На території Абхазії розташовані відомі курорти: Сухумі, Гудаута, Гагра, Новий Афон, де працювало 20 санаторіїв на 4695 ліжок та 15 будинків відпочинку на 2435 місць.

## Культура

### Медіа
Основним новинними джерелами є російське та державне абхазьке телебачення. Доступ до грузинського телебачення майже відсутній.

### Святкові і пам'ятні дні
- 1 січня — Новий рік;
- 7 січня — Різдво;
- 13 січня — Хечхуама;
- 8 березня — Міжнародний жіночий день;
- 9 травня — День Перемоги;
- 31 травня — День пам'яті жертв Кавказької війни в Абхазії;
- 23 липня — День Прапора Абхазії;
- 14 серпня — День пам'яті захисників Абхазії;
- 28 серпня — Нанхуа;
- 30 серпня — День незалежності Абхазії;
- 11 жовтня — День Збройних сил Абхазії;
- 26 листопада — День Конституції Абхазії;
- 27 листопада — Курбаннихуа;
- 11 грудня — Міжнародний день гір